# Kiyacursor
Kiyacursor är ett utdött släkte av noasaurider. Det levde under kritaperioden i Sibirien för mellan 121 och 113 miljoner år sedan.
Släktets medlemmar var runt 2,5 meter långa och kunde troligen springa som dagens strutsar. Fossil upptäcktes vid floden Kiya, där släktet fick sitt namn, som betyder “Springaren från floden Kiya”. 